# Vicenza Calcio 2013-2014
Questa voce raccoglie le informazioni riguardanti il Vicenza Calcio nelle competizioni ufficiali della stagione 2013-2014.

## Stagione

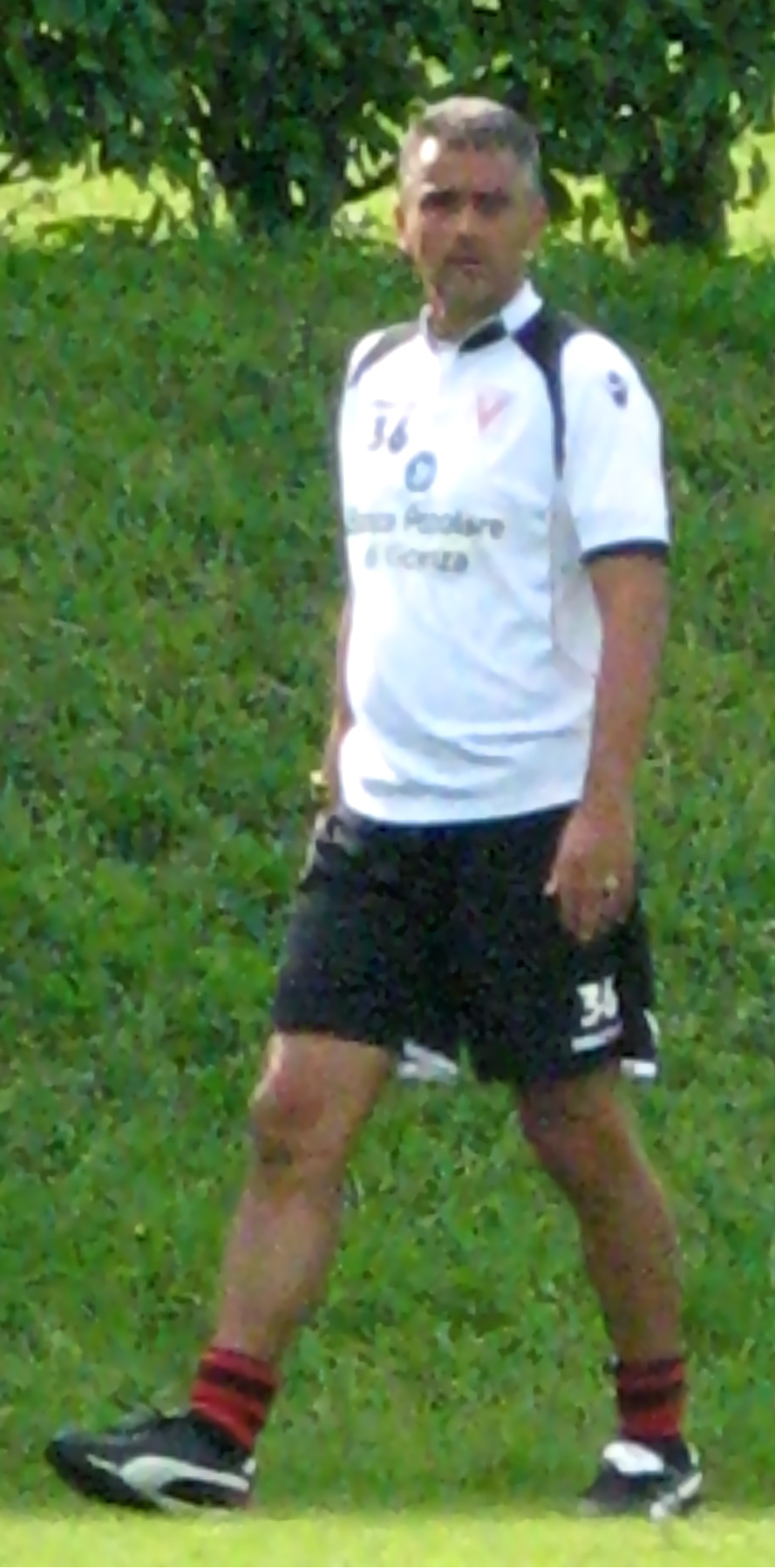
Capitan Lopez durante l'ultima amichevole di agosto.

Dopo la retrocessione maturata la stagione precedente, il Vicenza prende parte al suo 22º campionato di Lega Pro Prima Divisione. I biancorossi non disputavano il terzo livello del campionato italiano di calcio da ben 20 anni.
La stagione del Vicenza inizia il 18 luglio 2013, un giorno dopo l'ammissione dal Consiglio Federale al campionato, con 2 punti di penalizzazione stimati e preannunciati a causa dei versamenti in ritardo, dopo un mese trascorso tra il dubbio dell'iscrizione e dell'acquisto societario, ma con la notizia dell'ingaggio di capitan Giovanni Lopez alla guida tecnica; il nuovo mister viene scelto dopo diversi contatti con altri allenatori, in virtù anche dell'affetto che lega Lopez alla tifoseria (già capitano del Vicenza, sarà lui a sollevare la Coppa Italia nel 1997). Lopez sceglie come suo vice, Antonino Praticò, suo ex compagno di squadra in biancorosso.
La nuova stagione parte quindi con il ritiro a Gallio, dove la squadra alla guida di mister Lopez disputa alcune amichevoli: la prima contro una rappresentativa dell'altopiano, terminata 11-0 in favore dei berici; la seconda contro l'Inter, persa 3-1, nella quale la squadra non sfigura affatto, contro il Genoa International vinta 7-0 e infine Bassano persa 0-1.
Finito il ritiro la squadra disputa un'altra amichevole, in casa, contro il Trapani, terminata 2-0 in favore dei granata.
Il 4 agosto 2013, il Vicenza esordisce in Coppa Italia, in casa, contro la FeralpiSalò, dove vince 3-1, ma viene eliminato al secondo turno dal Varese (1-0).
Prima dell'inizio del campionato la squadra disputa altre quattro amichevoli: contro il Sydney di Del Piero, persa 3-1, Vicenza-Sacilese (1-0), Vicenza-Legnago (7-1), Forlì-Vicenza (1-2) e ultima prima del campionato Vicenza-Giorgione 0-0.
Le altre amichevoli giocate durante la stagione: Vicenza-Este 1-0, Udinese Calcio-Vicenza 5-1, Vicenza-Lonigo 4-0.

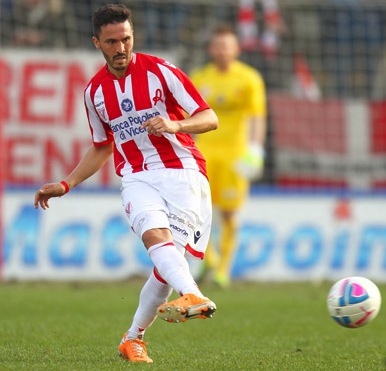
Abderazzak Jadid, acquisto del mercato di riparazione.

Nonostante la vittoria alla prima di campionato (non succedeva da 9 anni) l'avvio di stagione del Vicenza non è dei migliori: la squadra biancorossa alterna ottime prestazioni ad altre deludenti, mettendo in luce alcune lacune, tra le quali la mancanza di cinismo sotto porta e la difficoltà nel gestire il vantaggio (quest'ultimo difetto accompagnerà la squadra per tutta la stagione). Ad aggravare la situazione, il 2 ottobre arriva l'ufficialità della penalizzazione di 4 punti in classifica, dovuta al ritardo nel deposito della fidejussione per l'iscrizione e per il mancato rispetto dei termini per altre scadenze, tra cui il pagamento degli stipendi della scorsa stagione.
In Coppa Italia Lega Pro, dopo aver superato per 3-0 il Real Vicenza e battuto ai rigori il Delta Porto Tolle, i biancorossi vengono eliminati al terzo turno, pareggiando 0-0 con l'Entella e perdendo 0-3, in casa, contro il Monza.
Nel frattempo, in campionato, il lavoro del duo Lopez-Praticò inizia a ottenere i primi risultati: col passare delle partite la squadra biancorossa abbandona la mentalità perdente e rinunciataria della passata stagione, e inizia ad acquistare fiducia in se stessa. Il Vicenza inizia così a recuperare una posizione dopo l'altra, fino a raggiungere nel febbraio-marzo il 3º posto.
Il 13 aprile il Vicenza ottiene matematicamente la qualificazione ai play-off.
Al finire della stagione corrisponde un calo di prestazioni, soprattutto in trasferta, della formazione di Lopez, che finisce il campionato al 5º posto (che sarebbe 3º senza penalizzazione). Questo risultato permette alla squadra di disputare i quarti di finale (a gara unica) dei play-off, in casa, contro il Savona. Il 10 maggio, giorno della vigilia della gara contro il Savona, circa 300 tifosi assistono all'allenamento della squadra su invito di Lopez. Vicenza-Savona si conclude 1-1 nei tempi regolamentari e, secondo il nuovo regolamento della Lega Pro, la gara è proseguita ai supplementari e ai rigori, nei quali ha avuto la meglio il Savona. Il Vicenza resta in terza serie.
Dopo il campionato viene giocata in amichevole Juventus-Vicenza (5-0), allo Juventus Center di Vinovo.

## Divise e sponsor
Lo sponsor tecnico per la stagione 2013-2014 è Macron, mentre lo sponsor ufficiale è Banca Popolare di Vicenza.
Dato che, come per tutti i club di Lega Pro, nel retro maglia non compare il nome del giocatore, quest'anno è stata aggiunta la sponsorizzazione Caffè Vero. Dall'11 ottobre 2013 vengono inseriti sui pantaloncini due nuovi sponsor, Utensilnord e Metrotecnica.
La presentazione delle maglie è avvenuta il 30 agosto 2013, dalle 19:00, a Villa Valmarana Morosini di Altavilla Vicentina. Alla presentazione erano presenti il presidente Tiziano Cunico, il vice presidente Gianluigi Polato e l'allenatore Giovanni Lopez, mentre i giocatori che indossavano le maglie erano Piergiuseppe Maritato (divisa di casa), Giuseppe Palma (divisa di trasferta), Oualid El Hasni (terza maglia) ed Enrico Alfonso (divisa del portiere).
Sulla casacca biancorossa, le principali differenze con quelle disegnate per la stagione precedente sono lo stemma del Vicenza e la R più decentrate, spostate verso i fianchi, e la R rossa anziché blu.
| Casa | Trasferta | Terza maglia | Portiere |

## Organigramma societario
Area direttiva
- Presidente: Tiziano Cunico
- Vice Presidenti: Gian Luigi Polato
- Amministratore delegato: Dario Cassingena
- Consigliere: Paolo Cristallini
- Segretario: Andrea Fabris
- Addetto agli arbitri: Andrea Prandoni

Area tecnica
- Allenatore: Giovanni Lopez
- Allenatore in 2ª: Antonino Praticò
- Preparatore atletico: Daniel Perazzolo
- Preparatore dei portieri: Michele De Bernardin
- Allenatore Primavera: Massimo Beghetto

Area sanitaria
- Recupero infortunati: Davide Ranzato
- Responsabile medico: Giovanni Ragazzi
- Infermiere professionale: Massimo Toniolo
- Fisioterapista: Daniele Petroni
- Massaggiatore sportivo: Marco Carta
- Medico sociale: Nicola Bizzotto
- Consulente radiologo: Enrico Talenti
- Consulente chiropratico: Steve South

Altro
- Team manager: Enzo Ometto
- Responsabile magazzino: Valerio Frighetto
- Magazziniere: Andrea Rizzotto

## Rosa
Rosa aggiornata al 31 gennaio 2014.
| N. |                     | Ruolo | Calciatore                        |
| -- | ------------------- | ----- | --------------------------------- |
|    | Italia (bandiera)   | P     | Enrico Alfonso                    |
|    | Italia (bandiera)   | P     | Andrea Cappa                      |
|    | Italia (bandiera)   | P     | Angelo Di Stasio                  |
|    | Italia (bandiera)   | P     | Nicola Ravaglia                   |
|    | Italia (bandiera)   | D     | Michele Anaclerio                 |
|    | Italia (bandiera)   | D     | Alessandro Camisa (vice capitano) |
|    | Italia (bandiera)   | D     | Salvatore D'Elia                  |
|    | Tunisia (bandiera)  | D     | Oualid El Hasni                   |
|    | Italia (bandiera)   | D     | Raffaele Imparato                 |
|    | Italia (bandiera)   | D     | Matteo Gentili                    |
|    | Italia (bandiera)   | D     | Nicolas Giani                     |
|    | Italia (bandiera)   | D     | Alberto Marchiori                 |
|    | Italia (bandiera)   | D     | Michele Murolo                    |
|    | Svizzera (bandiera) | D     | Marco Padalino                    |
|    | Italia (bandiera)   | D     | Erik Panizzi                      |
|    | Italia (bandiera)   | D     | Filippo Di Pentima                |
|    | Italia (bandiera)   | D     | Marco Pisano                      |
|    | Italia (bandiera)   | D     | Marco Talin                       |

| N. |                    | Ruolo | Calciatore                   |
| -- | ------------------ | ----- | ---------------------------- |
|    | Italia (bandiera)  | D     | Alessandro Vinci             |
|    | Italia (bandiera)  | C     | Ivan Castiglia               |
|    | Italia (bandiera)  | C     | Antonio Cinelli              |
|    | Italia (bandiera)  | C     | Niccolò Corticchia           |
|    | Italia (bandiera)  | C     | Luca Di Matteo               |
|    | Italia (bandiera)  | C     | Mattia Filippi               |
|    | Marocco (bandiera) | C     | Abderazzak Jadid             |
|    | Italia (bandiera)  | C     | Mattia Mustacchio            |
|    | Italia (bandiera)  | C     | Giuseppe Palma               |
|    | Italia (bandiera)  | C     | Giovanni Sbrissa             |
|    | Italia (bandiera)  | A     | Stefano Giacomelli           |
|    | Ucraina (bandiera) | A     | Tanasy Kosovan               |
|    | Serbia (bandiera)  | A     | Milos Malivojevic            |
|    | Italia (bandiera)  | A     | Piergiuseppe Maritato        |
|    | Italia (bandiera)  | A     | Stefano Padovan              |
|    | Italia (bandiera)  | A     | Simone Tiribocchi (capitano) |
|    | Italia (bandiera)  | A     | Giacomo Tulli                |
|    | Senegal (bandiera) | A     | Youssou Lo                   |

## Calciomercato

### Sessione estiva(dal 1º luglio al 2 settembre 2013)
| Acquisti         | Acquisti                 | Acquisti    | Acquisti                                                                   |
| R.               | Nome                     | da          | Modalità                                                                   |
| ---------------- | ------------------------ | ----------- | -------------------------------------------------------------------------- |
| C                | Giuseppe Palma           | Napoli      | prestito con diritto di riscatto della compartecipazione e contro riscatto |
| A                | Mattia Filippi           | Cesena      | compartecipazione                                                          |
| A                | Milos Malivojevic        | Parma       | compartecipazione                                                          |
| P                | Angelo Di Stasio         | Modena      | titolo definitivo                                                          |
| P                | Enrico Alfonso           |             | svincolato                                                                 |
| P                | Nicola Ravaglia          | Cesena      | prestito                                                                   |
| D                | Alberto Marchiori        | Genoa       | prestito con diritto di riscatto                                           |
| C                | Ivan Castiglia           | Reggina     | titolo definitivo                                                          |
| D                | Alessandro Vinci         | Juve Stabia | titolo definitivo                                                          |
| Altre operazioni |                          |             |                                                                            |
| R.               | Nome                     | da          | Modalità                                                                   |
| A                | Giacomo Tulli            | Pisa        | fine prestito                                                              |
| A                | Nicola Dal Bosco         | Poggibonsi  | fine prestito                                                              |
| A                | Alex Pinardi             | Cremonese   | fine prestito                                                              |
| A                | Mattia Minesso           | Cittadella  | fine prestito                                                              |
| D                | Nicolas Giani            | Perugia     | fine prestito                                                              |
| A                | Pasquale Maiorino        | Modena      | fine prestito                                                              |
| D                | Giovanni Puglisi         | Paganese    | fine prestito                                                              |
| D                | Salvatore D'Elia         | Venezia     | fine prestito                                                              |
| A                | Piergiuseppe Maritato    | Südtirol    | fine prestito                                                              |
| P                | Andrea Cappa             | Chieti      | fine prestito                                                              |
| C                | Simone Tonelli           | Venezia     | fine prestito                                                              |
| C                | Mattia Evangelisti       | Fano        | fine prestito                                                              |
| D                | Marco Ortolan            | Pontedera   | fine prestito                                                              |
| D                | Filippo Capitanio        | Pontedera   | fine prestito                                                              |
| P                | Carlo Pinsoglio          | Juventus    | rinnovo compartecipazione                                                  |
| A                | Alessio Bruno            | Pescara     | rinnovo compartecipazione                                                  |
| P                | Richard Gabriel Marcone  | Siena       | risoluzione della compartecipazione e acquisizione a titolo definitivo     |
| D                | Filippo Di Pentima       | Pescara     | rinnovo compartecipazione                                                  |
| P                | Andrea Cappa             | Pescara     | rinnovo compartecipazione                                                  |
| D                | Jefferson Oliveira Alves | Udinese     | compartecipazione                                                          |
| A                | Roberto Esposito         | Sorrento    | prestito                                                                   |
| C                | Andrea Sitta             | Giorgione   | prestito                                                                   |

| Cessioni         | Cessioni                 | Cessioni         | Cessioni                                                           |
| R.               | Nome                     | a                | Modalità                                                           |
| ---------------- | ------------------------ | ---------------- | ------------------------------------------------------------------ |
| C                | Franco Semioli           |                  | svincolato                                                         |
| A                | Mattia Minesso           | Cittadella       | titolo definitivo                                                  |
| D                | Nicolò Brighenti         | Chievo           | titolo definitivo                                                  |
| D                | Daniele Martinelli       | Trapani          | prestito                                                           |
| C                | Alex Pinardi             | Feralpisalò      | titolo definitivo                                                  |
| P                | Carlo Pinsoglio          | Modena           | prestito                                                           |
| A                | Gianvito Misuraca        | Parma            | titolo definitivo                                                  |
| P                | Achille Coser            | Cesena           | prestito                                                           |
| A                | Pasquale Maiorino        | Sorrento         | prestito                                                           |
| A                | Domenico Danti           | Nocerina         | titolo definitivo                                                  |
| D                | Raffaele Imparato        | Sorrento         | prestito                                                           |
| Altre operazioni |                          |                  |                                                                    |
| R.               | Nome                     | a                | Modalità                                                           |
| C                | Maurizio Ciaramitaro     | Modena           | fine prestito                                                      |
| P                | Nicolás Bremec           | Grosseto         | fine prestito                                                      |
| D                | Prince-Désir Gouano      | Juventus         | fine prestito                                                      |
| C                | Tommaso Bellazzini       | Cittadella       | fine prestito                                                      |
| A                | Valeri Bojinov           | Sporting Lisbona | fine prestito                                                      |
| C                | Daniel Bessa             | Inter            | fine prestito                                                      |
| D                | Milan Milanović          | Palermo          | fine prestito                                                      |
| D                | Zsolt Laczkó             | Sampdoria        | fine prestito                                                      |
| C                | Nicola Rigoni            | Chievo           | fine prestito                                                      |
| A                | Dominique Malonga        | Cesena           | fine prestito                                                      |
| D                | Matteo Gentili           | Atalanta         | fine prestito                                                      |
| P                | Stefano Fortunato        |                  | svincolato                                                         |
| A                | Niko Bianconi            | Juventus         | rinnovo compartecipazione                                          |
| C                | Luca Castiglia           | Juventus         | rinnovo compartecipazione                                          |
| D                | Francesco Caratelli      | Pescara          | rinnovo compartecipazione                                          |
| P                | Giuglio Cavallari        | Siena            | risoluzione della compartecipazione e cessione a titolo definitivo |
| P                | Alberto Frison           | Catania          | risoluzione della compartecipazione e cessione a titolo definitivo |
| D                | Filippo Capitanio        | Cesena           | compartecipazione                                                  |
| P                | Richard Marcone          | Trapani          | prestito                                                           |
| C                | Simone Tonelli           | Forlì            | prestito                                                           |
| C                | Mattia Evangelisti       | Bellaria         | prestito                                                           |
| A                | Davide Arras             | Juventus         | titolo definitivo                                                  |
| D                | Alessio Benedetti        | Genoa            | prestito con diritto di riscatto e contro riscatto                 |
| P                | Filippo Dani             | Juventus         | titolo definitivo                                                  |
| D                | Jefferson Oliveira Alves | Bellaria         | prestito                                                           |
| D                | Andrea Zoppelletto       | Giorgione        | prestito                                                           |
| C                | Mattia Sandrini          | Parma            | compartecipazione                                                  |
| D                | Gianmaria Zanandrea      | Juventus         | titolo definitivo                                                  |

### Sessione invernale(dal 3 al 31 gennaio 2014)
| Acquisti | Acquisti          | Acquisti    | Acquisti                                          |
| R.       | Nome              | da          | Modalità                                          |
| -------- | ----------------- | ----------- | ------------------------------------------------- |
| D        | Erik Panizzi      | SPAL        | prestito                                          |
| D        | Michele Murolo    | Juve Stabia | titolo definitivo                                 |
| A        | Stefano Padovan   | Juventus    | prestito con diritto di riscatto e controriscatto |
| D        | Michele Anaclerio |             | svincolato                                        |
| D        | Matteo Gentili    | Atalanta    | compartecipazione                                 |

| Cessioni | Cessioni           | Cessioni    | Cessioni                 |
| R.       | Nome               | a           | Modalità                 |
| -------- | ------------------ | ----------- | ------------------------ |
| D        | Nicolas Giani      | SPAL        | titolo definitivo        |
| P        | Angelo Di Stasio   | Juve Stabia | titolo definitivo        |
| C        | Giuseppe Palma     | Napoli      | risoluzione del prestito |
| C        | Luca Di Matteo     | Padova      | titolo definitivo        |
| D        | Filippo Di Pentima | L'Aquila    | prestito                 |
| D        | Marco Pisano       | Venezia     | titolo definitivo        |

### Operazioni esterne alle sessioni
| Acquisti | Acquisti         | Acquisti | Acquisti   |
| R.       | Nome             | da       | Modalità   |
| -------- | ---------------- | -------- | ---------- |
| C        | Abderazzak Jadid |          | svincolato |

| Cessioni | Cessioni         | Cessioni         | Cessioni          |
| R.       | Nome             | a                | Modalità          |
| -------- | ---------------- | ---------------- | ----------------- |
| A        | Alessio Bruno    | Olbia            | titolo definitivo |
| A        | Nicola Dal Bosco | ArzignanoChiampo | titolo definitivo |

## Risultati

### Lega Pro Prima Divisione
Fonte spettatori: Statistiche Spettatori Lega Pro 1ª Divisione A 2013-2014, stadiapostcards.com

#### Girone di andata
| Arbitro: | Rapuano (Rimini) |

|                       |           |            |
| Tulli 33’ Cinelli 50’ | Marcatori | 25’ Degeri |

| Arbitro: | Saverio Pelegatti (Arezzo) |

|                         |           |  |
| Perna 32’ Schenetti 78’ | Marcatori |  |

| Arbitro: | Pasquale Cangiano (Napoli) |

|                               |           |  |
| Tiribocchi 54’ Mustacchio 81’ | Marcatori |  |

| Arbitro: | Stefano D'Angelo (Ascoli Piceno) |

|                      |           |                |
| Cori 72’ Bocalon 81’ | Marcatori | 59’ Giacomelli |

| Arbitro: | Stefano Casaluci (Lecce) |

|            |           |                  |
| Camisa 13’ | Marcatori | 51’ (rig.) Russo |

| Arbitro: | Giuseppe Cifelli (Campobasso) |

|             |           |                     |
| Marsura 60’ | Marcatori | 42’ (aut.) Cinaglia |

| Arbitro: | Stefano Giovani (Grosseto) |

|          |           |              |
| Tulli 1’ | Marcatori | 84’ Giannone |

| Arbitro: | Claudio Lanza (Nichelino) |

|  |           |              |
|  | Marcatori | 49’ Maritato |

| Arbitro: | Alessandro Caso (Verona) |

|                                             |           |             |
| Mustacchio 45+1’ Camisa 68’ Castiglia 90+2’ | Marcatori | 29’ Corazza |

| Arbitro: | Domenico Rocca (Vibo Valentia) |

|  |           |                |
|  | Marcatori | 69’ Tiribocchi |

| Arbitro: | Enzo Vesprini (Macerata) |

|                                                              |           |  |
| Di Matteo 11’ Jadid 53’ (rig.) Tiribocchi 70’ Giacomelli 82’ | Marcatori |  |

| Arbitro: | Andrea Tardino (Milano) |

|            |           |                |
| Marchi 74’ | Marcatori | 73’ Giacomelli |

| Vicenza 6 dicembre 2013, ore 20:45 CET 13ª giornata | Vicenza           | 0 – 0 (0 – 0) referto | Cremonese | Stadio Romeo Menti (5.125 spett.)\| Arbitro: \| Sacchi (Macerata) \| |
| Arbitro:                                            | Sacchi (Macerata) |                       |           |                                                                      |

| Arbitro: | Baroni (Firenze) |

|                   |           |  |
| Anastasi 57’, 67’ | Marcatori |  |

| Arbitro: | Cristian Brasi (Seregno) |

|                |           |  |
| Mustacchio 64’ | Marcatori |  |

#### Girone di ritorno
| Arbitro: | Andrea Morreale (Roma) |

|  |           |           |
|  | Marcatori | 67’ Tulli |

| Arbitro: | Stefano Giovani (Grosseto) |

|  |           |                    |
|  | Marcatori | 65’ (rig.) Le Noci |

| Arbitro: | Pietro Dei Giudici (Latina) |

|                         |           |                                       |
| Gherardi 14’ Merini 62’ | Marcatori | 19’ Jadid 24’ Tulli 36’, 51’ Maritato |

| Arbitro: | Claudio Lanza (Nichelino) |

|                        |           |                |
| Jadid 80’ Maritato 81’ | Marcatori | 50’ Martinelli |

| Arbitro: | Francesco Fiore (Barletta) |

|           |           |              |
| César 57’ | Marcatori | 37’ Maritato |

| Arbitro: | Mirko Mangialardi (Pistoia) |

|                                                     |           |              |
| Maritato 10’ Mustacchio 34’ Jadid 78’ Castiglia 84’ | Marcatori | 37’ Miracoli |

| Arbitro: | Ros (Pordenone) |

|           |           |               |
| Calzi 85’ | Marcatori | 90+1’ Cinelli |

| Arbitro: | Piccinini (Forlì) |

|                                        |           |                         |
| Mustacchio 8’ Maritato 36’ Cinelli 61’ | Marcatori | 13’ Girasole 29’ Valoti |

| Arbitro: | Rapuano (Rimini) |

|                      |           |  |
| Pederzoli 70’ (rig.) | Marcatori |  |

| Arbitro: | Paolo Formato (Benevento) |

|                        |           |                 |
| Tulli 37’ Maritato 46’ | Marcatori | 64’ Torregrossa |

| Arbitro: | Pietro Dei Giudici (Latina) |

|              |           |  |
| Cesarini 67’ | Marcatori |  |

| Arbitro: | Ros (Pordenone) |

|             |           |            |
| Gentili 30’ | Marcatori | 25’ Marchi |

| Arbitro: | Vincenzo Ripa (Nocera Inferiore) |

|                             |           |               |
| Brighenti 27’ Armellino 83’ | Marcatori | 13’ Castiglia |

| Arbitro: | Antonello Balice (Termoli) |

|                                        |           |                                |
| Tiribocchi 7’ Tulli 12’ Giacomelli 47’ | Marcatori | 16’ De Giosa 67’ (rig.) Alessi |

| Arbitro: | Marinelli (Tivoli) |

|                       |           |                             |
| Poletti 62’ Sensi 67’ | Marcatori | 28’ Padalino 37’ Mustacchio |

#### Play-off

##### Quarti di finale
| Arbitro: | Giuseppe Cifelli (Campobasso) |

|                                              |                      |                                     |
| Tulli 8’                                     | Marcatori            | 75’ Virdis                          |
| Camisa Castiglia Padalino Cinelli Mustacchio | Tiri di rigore 2 – 3 | Quintavalla Agazzi Gentile Cesarini |

### Coppa Italia
| Arbitro: | Domenico Rocca (Vibo Valentia) |

|                                    |           |              |
| Mustacchio 27’ Giacomelli 55’, 78’ | Marcatori | 22’ Miracoli |

| Arbitro: | Diego Bruno (Torino) |

|         |           |  |
| Rea 75’ | Marcatori |  |

### Coppa Italia Lega Pro
| Arbitro: | Daniele Martinelli (Roma 2) |

|                                 |           |  |
| Tiribocchi 11’, 44’ Cinelli 54’ | Marcatori |  |

| Arbitro: | Silvia Tea Spinelli (Terni) |

|                                                  |                      |                                              |
| Giacomelli 66’, 74’ Maritato 110’ (rig.)         | Marcatori            | 85’ Valim 90+4’ (rig.) Segato 105’ Baldrocco |
| Mustacchio Di Pentima Castiglia Maritato Filippi | Tiri di rigore 5 – 3 | Fiorini Cinti Ciaramitaro Fiorini            |

| Chiavari 9 novembre 2013, ore 14:30 CET Terzo Turno | Entella                       | 0 – 0 (0 – 0) referto | Vicenza | Stadio comunale (337 spett.)\| Arbitro: \| Pierantonio Perotti (Legnano) \| |
| Arbitro:                                            | Pierantonio Perotti (Legnano) |                       |         |                                                                             |

| Arbitro: | Carmine Di Ruberto (Nocera Inferiore) |

|  |           |                              |
|  | Marcatori | 33’, 57’ Rivasi 77’ Calliari |

## Statistiche

### Statistiche di squadra
| Competizione             | Punti            | In casa | In casa | In casa | In casa | In casa | In casa | In trasferta | In trasferta | In trasferta | In trasferta | In trasferta | In trasferta | Totale | Totale | Totale | Totale | Totale | Totale | DR  |
| Competizione             | Punti            | G       | V       | N       | P       | Gf      | Gs      | G            | V            | N            | P            | Gf           | Gs           | G      | V      | N      | P      | Gf     | Gs     | DR  |
| ------------------------ | ---------------- | ------- | ------- | ------- | ------- | ------- | ------- | ------------ | ------------ | ------------ | ------------ | ------------ | ------------ | ------ | ------ | ------ | ------ | ------ | ------ | --- |
| Lega Pro Prima Divisione | 47               | 15      | 10      | 4       | 1       | 29      | 13      | 15           | 4            | 5            | 6            | 15           | 18           | 30     | 14     | 9      | 7      | 44     | 29     | +15 |
| Play-off                 | Quarti di finale | 1       | 0       | 1       | 0       | 1       | 1       | -            | -            | -            | -            | -            | -            | 1      | 0      | 1      | 0      | 1      | 1      | 0   |
| Coppa Italia             | Secondo turno    | 1       | 1       | 0       | 0       | 3       | 1       | 1            | 0            | 0            | 1            | 0            | 1            | 2      | 1      | 0      | 1      | 3      | 2      | +1  |
| Coppa Italia Lega Pro    | Terzo Turno      | 3       | 1       | 1       | 1       | 6       | 6       | 1            | 0            | 1            | 0            | 0            | 0            | 4      | 1      | 2      | 1      | 6      | 6      | 0   |
| Totale                   | 47               | 20      | 12      | 6       | 2       | 39      | 21      | 17           | 4            | 6            | 7            | 15           | 19           | 37     | 16     | 12     | 9      | 54     | 40     | +14 |

### Andamento in campionato
| Giornata  | 1 | 2  | 3 | 4  | 5  | 6  | 7  | 8  | 9 | 10 | 11 | 12 | 13 | 14 | 15 | 16 | 17 | 18 | 19 | 20 | 21 | 22 | 23 | 24 | 25 | 26 | 27 | 28 | 29 | 30 |
| --------- | - | -- | - | -- | -- | -- | -- | -- | - | -- | -- | -- | -- | -- | -- | -- | -- | -- | -- | -- | -- | -- | -- | -- | -- | -- | -- | -- | -- | -- |
| Luogo     | C | T  | C | T  | C  | T  | C  | T  | C | T  | C  | T  | C  | T  | C  | T  | C  | T  | C  | T  | C  | T  | C  | T  | C  | T  | C  | T  | C  | T  |
| Risultato | V | P  | V | P  | N  | N  | N  | V  | V | V  | V  | N  | N  | P  | V  | V  | P  | V  | V  | N  | V  | N  | V  | P  | V  | P  | N  | P  | V  | N  |
| Posizione | 4 | 11 | 5 | 15 | 14 | 14 | 13 | 12 | 8 | 6  | 5  | 5  | 8  | 8  | 7  | 5  | 7  | 6  | 3  | 4  | 3  | 4  | 3  | 3  | 3  | 4  | 4  | 4  | 4  | 5  |

Fonte:  Classifica Lega Pro Prima Div,Gir A 13/14, su stats.betradar.com, Lega Pro. URL consultato il 4 febbraio 2014 (archiviato dall'url originale il 16 gennaio 2014).
Legenda:

Luogo: C = Casa; T = Trasferta. Risultato: V = Vittoria; N = Pareggio; P = Sconfitta.

### Statistiche dei giocatori
In corsivo i giocatori trasferiti a stagione in corso.
| Giocatore      | Lega Pro Prima divisione | Lega Pro Prima divisione | Lega Pro Prima divisione | Lega Pro Prima divisione | Coppa Italia | Coppa Italia | Coppa Italia | Coppa Italia | Coppa Italia Lega Pro | Coppa Italia Lega Pro | Coppa Italia Lega Pro | Coppa Italia Lega Pro | Play-off Lega Pro Prima Divisione | Play-off Lega Pro Prima Divisione | Play-off Lega Pro Prima Divisione | Play-off Lega Pro Prima Divisione | Totale   | Totale | Totale      | Totale     |
| Giocatore      | Presenze                 | Reti                     | Ammonizioni              | Espulsioni               | Presenze     | Reti         | Ammonizioni  | Espulsioni   | Presenze              | Reti                  | Ammonizioni           | Espulsioni            | Presenze                          | Reti                              | Ammonizioni                       | Espulsioni                        | Presenze | Reti   | Ammonizioni | Espulsioni |
| -------------- | ------------------------ | ------------------------ | ------------------------ | ------------------------ | ------------ | ------------ | ------------ | ------------ | --------------------- | --------------------- | --------------------- | --------------------- | --------------------------------- | --------------------------------- | --------------------------------- | --------------------------------- | -------- | ------ | ----------- | ---------- |
| E. Alfonso     | 7                        | -9                       | 0                        | 0                        | 1            | -1           | 0            | 0            | 4                     | -6                    | 0                     | 0                     | 1                                 | -1                                | 0                                 | 0                                 | 13       | -17    | 0           | 0          |
| M. Anaclerio   | 2                        | 0                        | 1                        | 0                        | -            | -            | -            | -            | -                     | -                     | -                     | -                     | 0                                 | 0                                 | 0                                 | 0                                 | 2        | 0      | 1           | 0          |
| A. Camisa      | 27                       | 2                        | 5                        | 0                        | 0            | 0            | 0            | 0            | 2                     | 0                     | 1                     | 0                     | 1                                 | 0                                 | 1                                 | 0                                 | 30       | 2      | 7           | 0          |
| I. Castiglia   | 28                       | 3                        | 3                        | 0                        | -            | -            | -            | -            | 1                     | 0                     | 1                     | 0                     | 1                                 | 0                                 | 0                                 | 0                                 | 30       | 3      | 4           | 0          |
| A. Cinelli     | 25                       | 3                        | 2                        | 0                        | 2            | 0            | 0            | 0            | 2                     | 1                     | 0                     | 0                     | 1                                 | 0                                 | 0                                 | 0                                 | 30       | 4      | 2           | 0          |
| N. Corticchia  | 5                        | 0                        | 1                        | 0                        | 1            | 0            | 2            | 1            | 2                     | 0                     | 0                     | 0                     | 0                                 | 0                                 | 0                                 | 0                                 | 8        | 0      | 3           | 1          |
| S. D'Elia      | 24                       | 0                        | 2                        | 0                        | 2            | 0            | 0            | 0            | 2                     | 0                     | 1                     | 0                     | 1                                 | 0                                 | 2                                 | 1                                 | 29       | 0      | 5           | 1          |
| F. Di Pentima  | 0                        | 0                        | 0                        | 0                        | 0            | 0            | 0            | 0            | 1                     | 0                     | 0                     | 0                     | -                                 | -                                 | -                                 | -                                 | 1        | 0      | 0           | 0          |
| L. Di Matteo   | 14                       | 1                        | 2                        | 0                        | 2            | 0            | 1            | 0            | 2                     | 0                     | 0                     | 0                     | -                                 | -                                 | -                                 | -                                 | 18       | 1      | 3           | 0          |
| A. Di Stasio   | 0                        | -0                       | 0                        | 0                        | 1            | -1           | 0            | 0            | 0                     | -0                    | 0                     | 0                     | -                                 | -                                 | -                                 | -                                 | 1        | -1     | 0           | 0          |
| O. El Hasni    | 17                       | 0                        | 5                        | 1                        | 2            | 0            | 1            | 0            | 3                     | 0                     | 2                     | 1                     | 1                                 | 0                                 | 1                                 | 0                                 | 23       | 0      | 9           | 2          |
| M. Filippi     | 2                        | 0                        | 0                        | 0                        | 0            | 0            | 0            | 0            | 1                     | 0                     | 0                     | 0                     | 0                                 | 0                                 | 0                                 | 0                                 | 3        | 0      | 0           | 0          |
| M. Gentili     | 10                       | 1                        | 2                        | 0                        | -            | -            | -            | -            | -                     | -                     | -                     | -                     | 1                                 | 0                                 | 1                                 | 0                                 | 11       | 1      | 3           | 0          |
| S. Giacomelli  | 26                       | 4                        | 7                        | 2                        | 2            | 2            | 1            | 0            | 2                     | 2                     | 0                     | 0                     | -                                 | -                                 | -                                 | -                                 | 30       | 8      | 8           | 2          |
| N. Giani       | 11                       | 0                        | 3                        | 0                        | 2            | 0            | 0            | 0            | 2                     | 0                     | 0                     | 1                     | -                                 | -                                 | -                                 | -                                 | 15       | 0      | 3           | 1          |
| R. Imparato    | -                        | -                        | -                        | -                        | 1            | 0            | 0            | 0            | -                     | -                     | -                     | -                     | -                                 | -                                 | -                                 | -                                 | 1        | 0      | 0           | 0          |
| A. Jadid       | 18                       | 4                        | 6                        | 1                        | -            | -            | -            | -            | 2                     | 0                     | 0                     | 0                     | -                                 | -                                 | -                                 | -                                 | 20       | 4      | 6           | 1          |
| T. Kosovan     | 4                        | 0                        | 0                        | 0                        | 0            | 0            | 0            | 0            | 1                     | 0                     | 0                     | 0                     | 0                                 | 0                                 | 0                                 | 0                                 | 5        | 0      | 0           | 0          |
| Y. Lo          | 0                        | 0                        | 0                        | 0                        | 0            | 0            | 0            | 0            | 0                     | 0                     | 0                     | 0                     | 0                                 | 0                                 | 0                                 | 0                                 | 0        | 0      | 0           | 0          |
| M. Malivojevic | 0                        | 0                        | 0                        | 0                        | 0            | 0            | 0            | 0            | 2                     | 0                     | 0                     | 0                     | 0                                 | 0                                 | 0                                 | 0                                 | 2        | 0      | 0           | 0          |
| A. Marchiori   | 11                       | 0                        | 1                        | 0                        | -            | -            | -            | -            | 3                     | 0                     | 0                     | 0                     | -                                 | -                                 | -                                 | -                                 | 14       | 0      | 1           | 0          |
| P. Maritato    | 24                       | 8                        | 2                        | 1                        | 2            | 0            | 0            | 0            | 3                     | 1                     | 0                     | 0                     | -                                 | -                                 | -                                 | -                                 | 29       | 9      | 2           | 1          |
| M. Murolo      | 7                        | 0                        | 2                        | 1                        | -            | -            | -            | -            | -                     | -                     | -                     | -                     | 0                                 | 0                                 | 0                                 | 0                                 | 7        | 0      | 2           | 1          |
| M. Mustacchio  | 28                       | 6                        | 3                        | 0                        | 2            | 1            | 0            | 0            | 4                     | 0                     | 0                     | 0                     | 1                                 | 0                                 | 1                                 | 0                                 | 35       | 7      | 4           | 0          |
| M. Padalino    | 21                       | 1                        | 3                        | 0                        | 1            | 0            | 0            | 0            | 2                     | 0                     | 0                     | 0                     | 1                                 | 0                                 | 0                                 | 0                                 | 25       | 1      | 3           | 0          |
| G. Palma       | 3                        | 0                        | 0                        | 0                        | 2            | 0            | 0            | 0            | 3                     | 0                     | 1                     | 0                     | -                                 | -                                 | -                                 | -                                 | 8        | 0      | 1           | 0          |
| S. Padovan     | 9                        | 0                        | 1                        | 0                        | -            | -            | -            | -            | -                     | -                     | -                     | -                     | 1                                 | 0                                 | 0                                 | 0                                 | 10       | 0      | 1           | 0          |
| E. Panizzi     | 0                        | 0                        | 0                        | 0                        | -            | -            | -            | -            | -                     | -                     | -                     | -                     | 0                                 | 0                                 | 0                                 | 0                                 | 0        | 0      | 0           | 0          |
| M. Pisano      | 0                        | 0                        | 0                        | 0                        | 0            | 0            | 0            | 0            | 0                     | 0                     | 0                     | 0                     | -                                 | -                                 | -                                 | -                                 | 0        | 0      | 0           | 0          |
| N. Ravaglia    | 23                       | -19                      | 2                        | 0                        | -            | -            | -            | -            | 0                     | 0                     | 0                     | 0                     | 0                                 | 0                                 | 0                                 | 0                                 | 23       | -19    | 2           | 0          |
| G. Sbrissa     | 10                       | 0                        | 1                        | 0                        | 1            | 0            | 0            | 0            | 3                     | 0                     | 0                     | 0                     | 1                                 | 0                                 | 0                                 | 0                                 | 15       | 0      | 1           | 0          |
| M. Talin       | 0                        | 0                        | 0                        | 0                        | 0            | 0            | 0            | 0            | 1                     | 0                     | 0                     | 0                     | 0                                 | 0                                 | 0                                 | 0                                 | 1        | 0      | 0           | 0          |
| S. Tiribocchi  | 23                       | 4                        | 3                        | 1                        | 2            | 0            | 0            | 0            | 3                     | 2                     | 0                     | 0                     | 1                                 | 0                                 | 1                                 | 0                                 | 29       | 6      | 4           | 1          |
| G. Tulli       | 27                       | 6                        | 4                        | 0                        | 2            | 0            | 0            | 0            | 2                     | 0                     | 1                     | 0                     | 1                                 | 1                                 | 0                                 | 0                                 | 32       | 7      | 5           | 0          |
| A. Vinci       | 5                        | 0                        | 2                        | 0                        | -            | -            | -            | -            | 0                     | 0                     | 0                     | 0                     | -                                 | -                                 | -                                 | -                                 | 5        | 0      | 2           | 0          |

## Giovanili

### Organigramma gestionale generale[36]
Responsabili
- Settore giovanile: Antonio Mandato
- Attività agonistica: Stefano Umbro
- Attività di base: Alberto Ciarelli, Massimo Margiotta
- Scuola calcio: Stefano Pasini
- Osservatori: Piero Borella

Area dirigenziale
- Segreteria: Andrea De Poli
- Logistica: Enzo Manuzzato
- Tutoring: Andrea Meggiolan

### Piazzamenti
- Primavera (Berretti):
  - Allenatore: Massimo Beghetto
  - Campionato: 4º posto
- Allievi Nazionali:
  - Allenatore: Giovanni Barbugian
  - Campionato: 5º posto
- Giovanissimi Nazionali:
  - Allenatori: Maurizio Paggiola
  - Campionato: 3º posto
  - Qualificati alla Manchester United Premier Cup[37]
- Giovanissimi Sperimentali:
  - Allenatore: Mauro Caretta
- Esordienti Provinciali:
  - Allenatore: Luciano Zanotto